# Contacto eléctrico
Un contacto eléctrico es un componente del circuito eléctrico que se encuentra en interruptores eléctricos y relés. Se compone de dos piezas de metal eléctricamente conductoras por las que pasa corriente eléctrica o no según se estén tocando o estén separadas. El espacio que las separa debe ser de un medio aislante: aire, vacío, aceite, SF  6  u otro fluido aislante de la electricidad.

Esquema de un relé electromecánico que muestra una bobina con cuatro contactos tipo NO y uno tipo NC

Los contactos pueden ser controlados por una persona mediante pulsadores e interruptores, por presión mecánica en los interruptores y electromecánica en los relés. Los materiales de los contactos suelen estar compuestos de materiales muy buenos conductores de la electricidad, como la plata o el oro. Metales más baratos pueden ser utilizados para reducir los costos en el grueso del cuerpo del contacto con un recubrimiento de la superficie con metales nobles. Los brazos de los contactos son típicamente de metal de tipo fleje para permitir el movimiento sin romperse.

## Contacto tipo NA

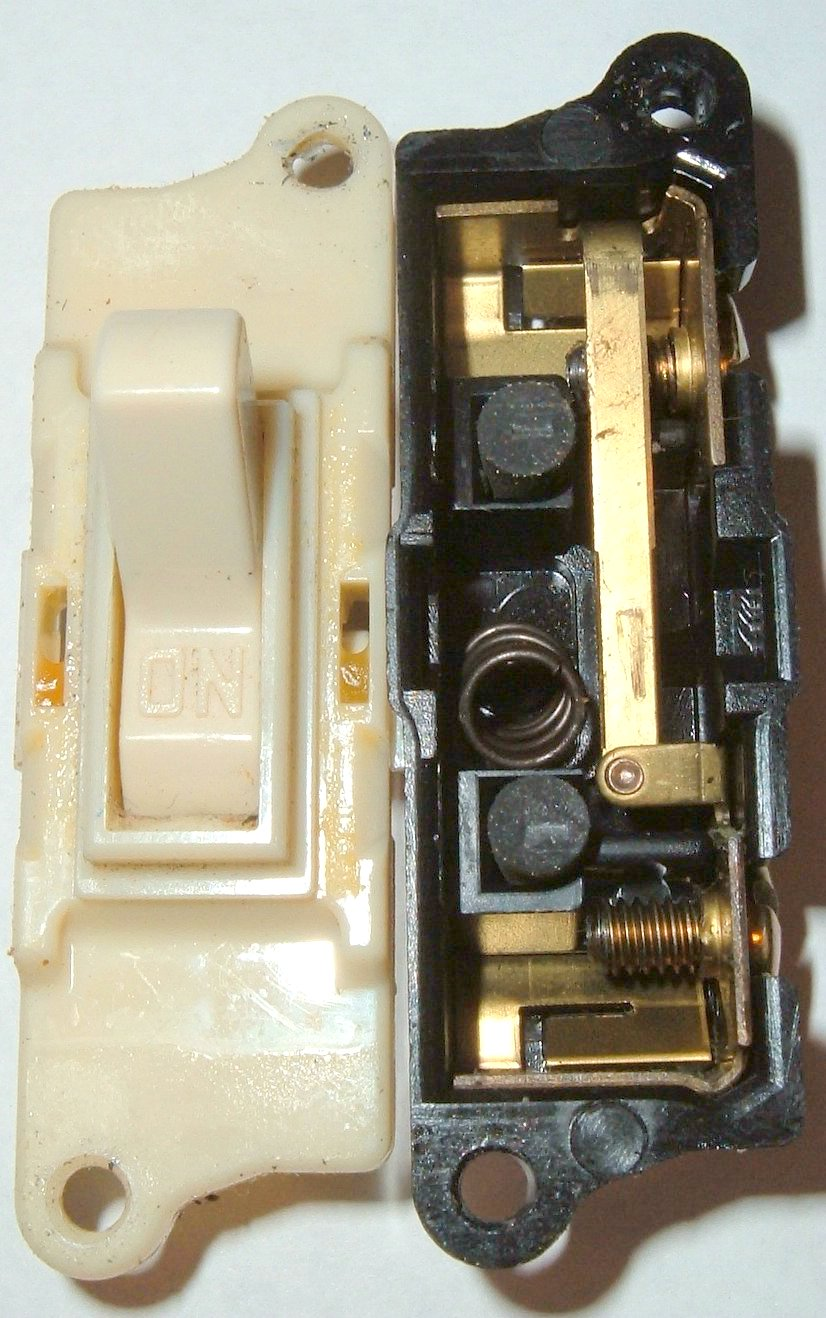
Interruptor con un contacto tipo NA

Un contacto tipo normalmente abierto  (tipo NA) es un contacto que está abierto, es decir, "no deja pasar la corriente" mientras el mismo, o el dispositivo que lo hace funcionar, se hallan en un estado de espera o de reposo.
Un ejemplo del uso de un contacto "normalmente abierto" es el interruptor común de la luz de la casa.

## Contacto tipo NC
Un contacto tipo normalmente cerrado  (tipo NC) es un contacto que está cerrado, es decir, "deja pasar la corriente" mientras el mismo, o el dispositivo que lo hace funcionar, se hallan en un estado de espera o de reposo.
Un ejemplo del uso de un contacto "normalmente cerrado" es el relé térmico de protección de un motor.

## Contacto tipo enclavamiento
Cuando el estado del dispositivo en normal funcionamiento no está claramente definido (puede hallarse en cualquier estado), se puede utilizar un estilo diferente para definir de que tipo de contacto se trata.

### Contacto tipo A
Un contacto de Tipo A es un contacto que se cierra cuando el contacto principal del dispositivo que lo hace funcionar se cierra. Su función lógica es idéntica a la del dispositivo que lo contiene.

### Contacto tipo B
Un  contacto de Tipo B  es un contacto que se cierra cuando el contacto principal del dispositivo que lo hace funcionar se abre. Su función lógica está invertida respecto a la del dispositivo que lo contiene.

## Contacto tipo C

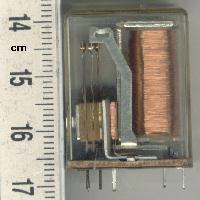
Un pequeño relé utilizando un contacto Tipo C

Un contacto Tipo C  es un contacto combinado compuesto de un contacto normalmente cerrado y un contacto normalmente abierto operados por el mismo dispositivo, en oposición uno del otro, con una bobina eléctrica común, con solo tres terminales de conexión. Estos terminales suelen estar etiquetados como  normalmente abierto, común, normalmente cerrado  ( NO-C-NC ).
Este tipo de contactos se encuentra con bastante frecuencia en los interruptores eléctricos y relés ya que al tener un contacto común proporciona un método mecánicamente económica de proporcionar un recuento de contacto mayor.
un ejemplo de contactos de Tipo C son los contactos KYZ que se utilizan en las salidas de contadores de energía son donde cada inversión de contacto, o cambio de estado, representa la cantidad de energía medida (Kp, Ki o Ke).

## Contacto autolimpiante
Un contacto autolimpiante  es un tipo de contacto con una acción que hace friccionar uno de los contactos con el contacto contrario, limpiando así las impurezas depositadas en el punto de roce inicial. El uso de un brazo de contacto flexible, hace que la superficie de contacto a limpiar friccione con su contraparte cuando el brazo se dobla ligeramente. Esto elimina el óxido y los contaminantes de la superficie del contacto eléctrico, contrarrestando la resistencia eléctrica causada por la suciedad acumulada.

## Contacto bifurcado
Un  contacto bifurcado es un contacto en el que cada brazo de contacto se divide en dos brazos más pequeños, cada uno con su propio contacto. Sólo un circuito eléctrico se puede utilizar para esta disposición. Esta es una característica de diseño para ayudar a asegurar una operación mecánica más estable, mejorar el contacto eléctrico y mejor disipación de calor.

## Clasificación eléctrica
Los contactos se clasifican según su capacidad para conducir la corriente mientras están cerrados y el poder de corte de tensión al abrirlos (debido a la formación de arco) o mientras están abiertos. El voltaje de apertura puede ser un voltaje AC, un voltaje DC o ambos Algunos fabricantes ofrecen una estimación del número mínimo de ciclos de operación garantizados, basada en pruebas aceleradas.

## Arcos de chispas

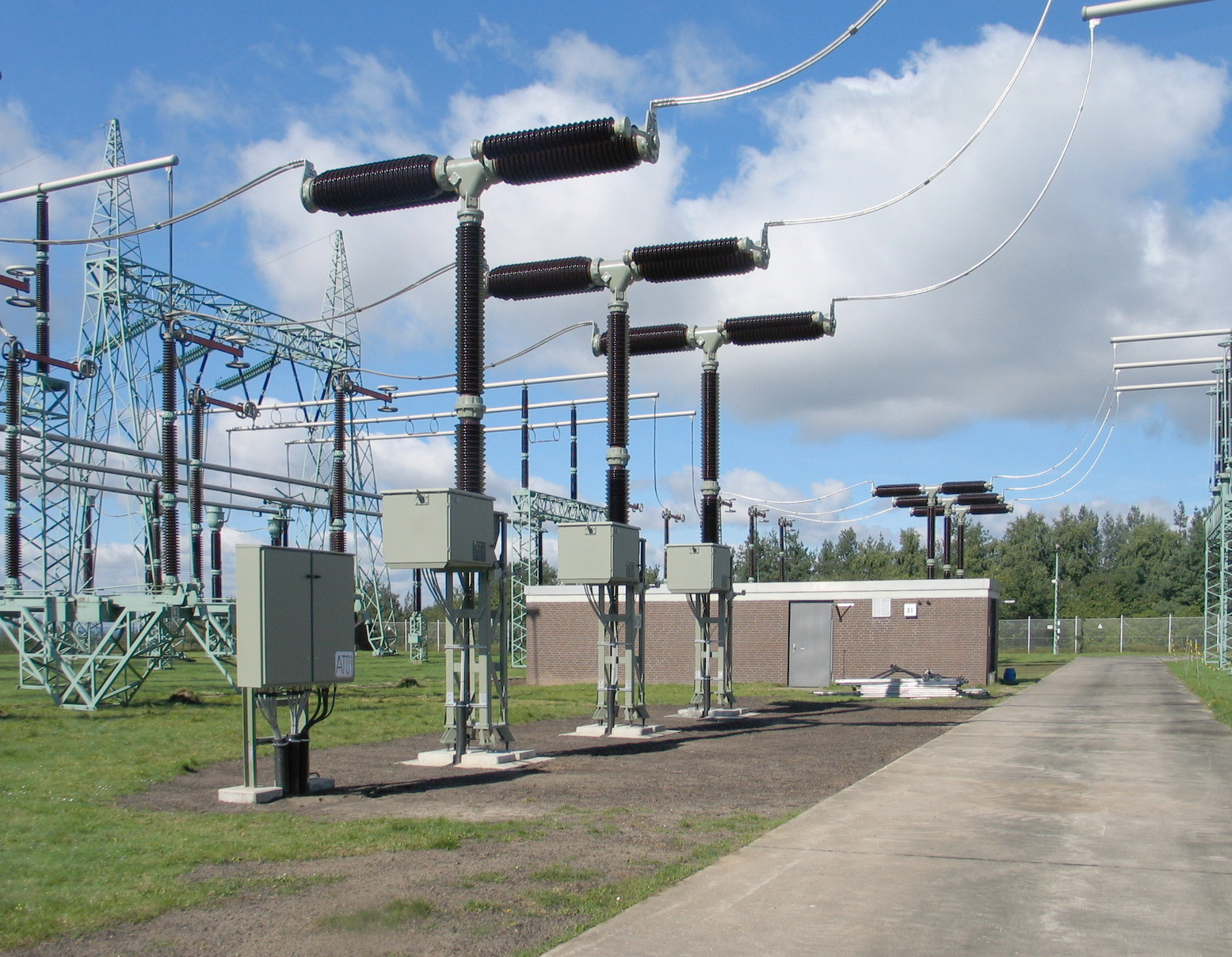
Un interruptor de alta tensión que emplea SF _{ 6 } como un medio aislante

En las aplicaciones de alta corriente y alto voltaje un contacto secundario puede ser utilizado para transferir la carga a un mecanismo de ruptura de carga con el fin de evitar el desgaste por formación de arcos y el desgaste del contacto principal.
Se utilizan muchos otros métodos para evitar la formación de arcos en contactos incluyendo chorros de aire, fuerzas magnéticas, alargamiento del arco, circuitos de corriente resistivas suplentes y varias combinaciones de estos métodos.

## Materiales usados
Los contactos pueden fabricarse a partir de una amplia variedad de materiales. Las aleaciones típicas incluyen:
- Plata
- Plata de grano fino
- Plata-Níquel
- Plata Hierro
- Plata Grafito
- Plata-óxido de cadmio
- Plata-óxido de estaño
- Oro
- Platino
- Paladio
- Paliney® (aleación)[2]

## Abreviaturas y esquemas
| Abreviatura     | Esquema |
| --------------- | ------- |
| SPST            |         |
| SPDT            |         |
| SPCO SPTT, c.o. |         |
| DPST            |         |
| DPDT            |         |
|                 |         |
| DPCO            |         |
| 2P6T            |         |

- [3]Véase también

- Interruptor
- Disyuntor